# جک کالکی

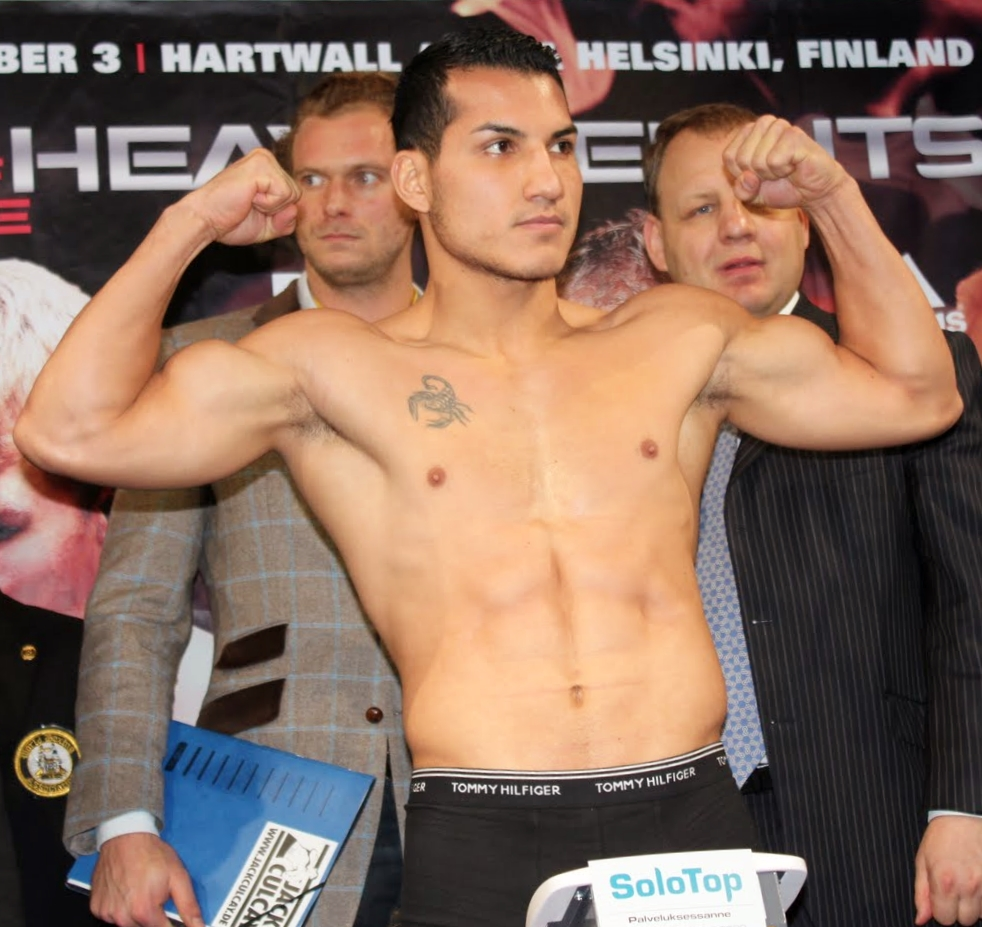
ژست جک کالکی بعداز برنده شدنش

جک کالکی (انگلیسی: Jack Culcay؛ زادهٔ ۲۶ سپتامبر ۱۹۸۵) بوکسور اهل آلمان است.